# María José Rienda
María José Rienda Contreras, španska alpska smučarka, * 29. junij 1975, Granada.
Petkrat je nastopila na olimpijskih igrah, najboljšo uvrstitev je dosegla leta 2002 s šestim mestom v veleslalomu. V šestih nastopih na svetovnih prvenstvih je najboljšo uvrstitev dosegla z devetim mestom v veleslalomu dvakrat, enkrat je bila tudi deseta. V svetovnem pokalu je tekmovala osemnajst sezon med letoma 1994 in 2011 ter dosegla šest zmag in še pet uvrstitev na stopničke, vse v veleslalomu. V skupnem seštevku svetovnega pokala se je najvišje uvrstila na trinajsto mesto leta 2006, ko je bila tudi druga v veleslalomskem seštevku.